# The Mournful Gloom
The Mournful Gloom è il secondo disco dei Baciamibartali, prodotto dalla Contempo Records nel 1984 ed in seguito inserito nella Greatest Hits intitolata Baciamibartali / Winter Light - The Mournful Gloom e ristampata da Oltrelanebbiailmare nel 2013.

## Tracce
Lato A
1. A Fab 'n' Mad/Heartbeat City
2. Bad Loser
3. King's Promenade
4. Soldier Of Fortune
5. Bangkok (Love Shock)

Lato B
1. Take It For Love
2. For Absent Friends
3. Catwoman
4. Suffragette City